# Титова, Елизавета Ивановна
Елизаве́та Ива́новна Тито́ва (урождённая Домашнева; 1780 или 1770 год, Российская империя — 1846 год, Российская империя) — русская писательница и переводчица

 начала XIX века.
Была замужем за генералом Сергеем Николаевичем Титовым. В семье было пять дочерей и сын Николай (1797—1843), музыкант-любитель, сочинявший романсы.
Похоронена на кладбище Донского монастыря.

## Переводы
- Вольный перевод «Отрывки из китайской истории. Хао-Канг» в журнале «Приятное и полезное препровождение времени» (1798, N 17), выполненный по изданию «Histoire générale de la Chine» (П., 1777, т. 1, с. 141—151)[2].
- Перевод комедии С.-Ф. де Жанлис «Слепая в Спа» приписывают Титовой безосновательно.

## Сочинения
- Драмы и комедии сочетают элементы классицистического и сентименталистского стиля[2]:
  - опубликованная пьеса-драма «Густав Ваза, или Торжествующая невинность» (СПб., 1810) была поставлена в Придворном театре в июне 1809 года с участием А. С. Яковлева и А. Д. Каратыгиной;
  - драма в пяти действиях «Аделаида и Вольмар, или Гонимая добродетель» была поставлена в феврале 1811;
  - «комедия в одном действии с дивертисментом» «Крестьянский театр» поставлена в августе 1811;
  - дидактическая прозаическая поэма в четырёх песнях «Ольга, или Торжество веры» (1813).